# Johann Arnold Caspar Brügmann
Johann Arnold Caspar Brügmann war ein deutscher Politiker und Bürgermeister der Stadt Dortmund.
Nachdem am 7. November 1806 Napoleon die Stadt Dortmund und die umliegenden Grafschaft in Besitz genommen hatte, wurden französische Verwaltungsstrukturen eingeführt. Dortmund wurde Sitz des Ruhrdepartements und gleichzeitig wurde die Mairie eingerichtet. Die Mairie Dortmund bestand aus der Stadt Dortmund und den heutigen Stadtteilen und damaligen Dörfern Huckarde, Dorstfeld, Wambel und Körne. 
Am 1. März 1808 wurde der Dortmunder Bürger Johann Arnold Caspar Brügmann als Maire eingesetzt. Er besetzte dieses Amt bis zum 7. Februar 1812. Sein Nachfolger war Franz Mallinckrodt.
| Personendaten    | Personendaten                                            |
| ---------------- | -------------------------------------------------------- |
| NAME             | Brügmann, Johann Arnold Caspar                           |
| KURZBESCHREIBUNG | deutscher Politiker und Bürgermeister der Stadt Dortmund |
| GEBURTSDATUM     | 18. Jahrhundert                                          |
| STERBEDATUM      | 19. Jahrhundert                                          |